# Тарарухин, Святослав Андреевич
Святослав Андреевич Тарарухин (укр. Святослав Андрійович Тарарухін; 22 апреля 1923, Михайловка, Царицынская губерния — 7 октября 2014, Киев) — советский и украинский учёный-правовед и судья, кандидат юридических наук (1965), профессор (1996), специалист в области юридической психологии и психологических аспектах уголовного права и криминологии. Участник Великой Отечественной войны. Член Верховного Суда Украинской ССР. Заслуженный работник народного образования Украины (1996).

## Биография
Святослав Тарарухин родился 22 апреля 1923 года в селе Михайловка Ольховской волости (Царицынская губерния) в семье служащего. Его предками были донские казаки. Когда Святослав был ещё ребёнком, семья Тарарухиных переехала в Москву. В юности увлекался гонками на глиссерах. Получал среднее образование учась в школе, но после начала Великой Отечественной войны, 4 июля 1941 года добровольно отправился на фронт. Служил в Отдельной мотострелковой бригаде особого назначения 4-го управления НКВД СССР, будучи инструктором-взрывателем исполнял задания под Москвой, Тулой и Курском. В 1943 году полгода обучался в Межкраевой школе, по окончании которой получил воинское звание младшего лейтенанта.
В 1943 году начал работать в органах внутренних дел, где проходил службу на должностях оперуполномоченного и следователя, а в 1949 году стал заместителем начальника отдела кадров на заводе «Большевик» (Киев). Заочно получал высшее образование на юридическом факультете Киевского государственного университета (КГУ). С 1954 года начал работать судьёй, до 1956 года был судьёй Печерского районного суда города Киева, затем до 1961 года был членом Киевского областного суда. В 1957 году окончил юридический факультет КГУ. С 1961 по 1962 год работал на должности младшего научного сотрудника в Cекторе государства и права АН УССР. В 1962—1967 годах был членом Верховного Суда Украинской ССР.
В 1967 году начал работать на юридическом факультете КГУ, где последовательно занимал должности старшего научного сотрудника и доцента. В период с 1975 по 1991 год работал заместителем начальника Киевского филиала Всесоюзного научно-исследовательского института МВД СССР и доцентом на кафедре уголовного права в Киевской высшей школе МВД СССР (с 1992 — Украинская академия внутренних дел, с 1996 — Национальная украинская академия внутренних дел, с 2005 — Киевский национальный университет внутренних дел, с 2010 — Национальная академия внутренних дел), занимался научной и педагогической деятельностью. В последней продолжил трудиться после распада Советского Союза, с 1992 по 1995 год был ведущим научным сотрудником научного центра этого вуза, а с 1996 года занимал должность профессора кафедры юридической психологии, также входил в состав учёного совета по защите диссертаций вуза.
Святослав Андреевич Тарарухин скончался 7 октября 2014 года в Киеве.

## Научная деятельность
В сферу научных интересов Святослава Андреевича входили ряд вопросов уголовного права, криминологии и юридической психологии, а также психологические аспекты уголовного права и криминологии. В 1965 году Тарарухин защитил диссертацию на соискание учёной степени кандидата юридических наук на тему «Борьба с хищениями социалистического имущества, совершаемыми путем присвоения, растрат и злоупотребления служебным положением», и в том же году ему была присуждена эта учёная степень. 24 марта 1972 года ему было присвоено учёное звание доцента, а 6 мая 1996 года — профессора.
По состоянию на 2004 год был автором или соавтором более чем 100 научных трудов, в том числе 6 монографий. Среди написанных им научных трудов основными были: «Социалистическая собственность неприкосновенна: ответственность за хищения социалистического имущества путём присвоения, растраты и злоупотребления служебным положением» (1963), «Преступное поведение. Социальные и психологические черты» (1974), «Установление мотива и квалификация преступления» (1977), «Теория и практика квалификации преступлений» (1978), «Несовершеннолетние с отклоняющимся поведением» (1981, соавтор), «Квалификация преступлений в судебной и следственной практике» (1995), «Юридическая психология» (укр. Юридична психологія; 2000, соавтор), «Курс криминологии» (укр. Курс кримінології; в двух книгах, 2001, соавтор), «Криминология» (укр. Кримінологія, 2002, соавтор), «Психологические особенности организованных преступных объединений» (укр. Психологічні особливості організованих злочинних об’єднань, 2002, соавтор).
В 2004 году, к 80-летию профессора Тарарухина, были изданы его «Избранные труды» (укр. Вибрані праці) в трёх томах — «Юридическая психология. Мотивация преступного поведения» (укр. Юридична психологія. Мотивація злочинної поведінки), «Криминология. Социально-психологические причины преступлений» (укр. Кримінологія. Соціально-писхологічні причини злочинів) и «Уголовное право. Теория квалификации преступлений» (укр. Кримінальне право. Теорія кваліфікації злочинів).
Также принимал участие в написании ряда проектов Законов Украины и инициировал предложения отношения совершенствования законодательной базы.

## Награды
Святослав Андреевич был удостоен следующих наград и звания:
- Заслуженный работник народного образования Украины (1996[3][4]);
- Орден Отечественной войны II степени;
- Медаль «За оборону Москвы»;
- Медаль «За победу над Германией в Великой Отечественной войне 1941—1945 гг.»;
- Медаль «В ознаменование 100-летия со дня рождения Владимира Ильича Ленина»;
- Медаль «Ветеран труда»;
- Почётный знак МВД СССР;
- Премия «За развитие науки, техники и образования» II степени МВД Украины.